# Франклін (Нью-Гемпшир)
Франклін (англ. Franklin) — місто (англ. city) в США, в окрузі Меррімак штату Нью-Гемпшир. Населення — 8741 особа (2020).

## Географія
Франклін розташований за координатами 43°26′54″ пн. ш. 71°40′4″ зх. д. / 43.44833° пн. ш. 71.66778° зх. д. (43.448409, -71.667768).  За даними Бюро перепису населення США в 2010 році місто мало площу 75,41 км², з яких 70,65 км² — суходіл та 4,75 км² — водойми.

## Демографія
Згідно з переписом 2010 року, у місті мешкало 8477 осіб у 3407 домогосподарствах у складі 2179 родин. Густота населення становила 112 осіб/км².  Було 3938 помешкань (52/км²).
Расовий склад населення:
| - 96,2 % — білих - 0,8 % — азіатів - 0,5 % — корінних американців - 0,5 % — чорних або афроамериканців |

До двох чи більше рас належало 1,7 %. Частка іспаномовних становила 1,6 % від усіх жителів.
За віковим діапазоном населення розподілялося таким чином: 22,3 % — особи молодші 18 років, 62,6 % — особи у віці 18—64 років, 15,1 % — особи у віці 65 років та старші. Медіана віку мешканця становила 40,2 року. На 100 осіб жіночої статі у місті припадало 91,7 чоловіків;  на 100 жінок у віці від 18 років та старших — 88,9 чоловіків також старших 18 років.
Середній дохід на одне домашнє господарство  становив 52 692 долари США (медіана — 43 237), а середній дохід на одну сім'ю — 61 145 доларів (медіана — 52 390). Медіана доходів становила 43 179 доларів для чоловіків та 34 708 доларів для жінок. За межею бідності перебувало 21,1 % осіб, у тому числі 40,2 % дітей у віці до 18 років та 12,5 % осіб у віці 65 років та старших.
Цивільне працевлаштоване населення становило 3807 осіб. Основні галузі зайнятості: освіта, охорона здоров'я та соціальна допомога — 26,1 %, роздрібна торгівля — 20,4 %, виробництво — 14,8 %.